# Turnierhut

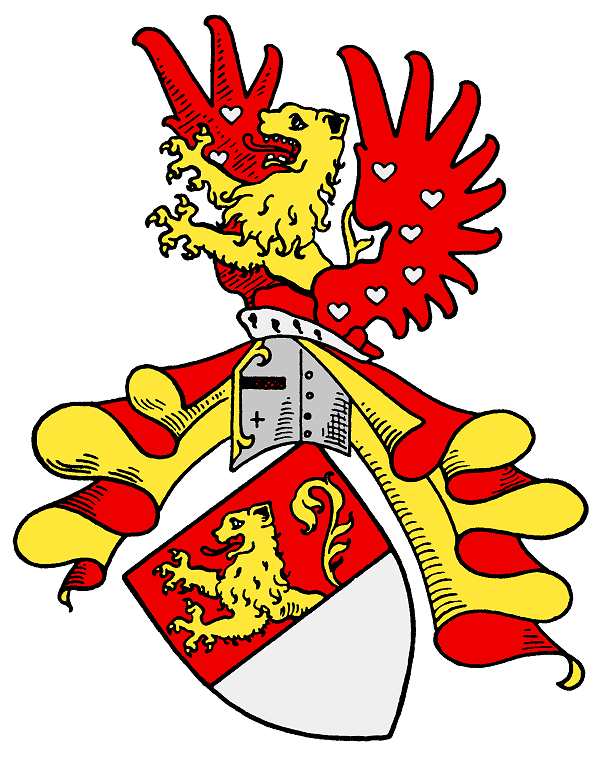
Beispiel eines Turnierhuts als Helmzier, darauf ein wachsender Löwe zwischen einem Flug (Wappen derer zu Eltz)

Turnierhut nennt man in der Heraldik einen flachen, roten, hermelingestülpten Hut mit einer verlängerten Rückseite. Er war im Mittelalter bei Turnieren als Helmzier beliebt. Heute wird er nur noch in England an Peers verliehen. 

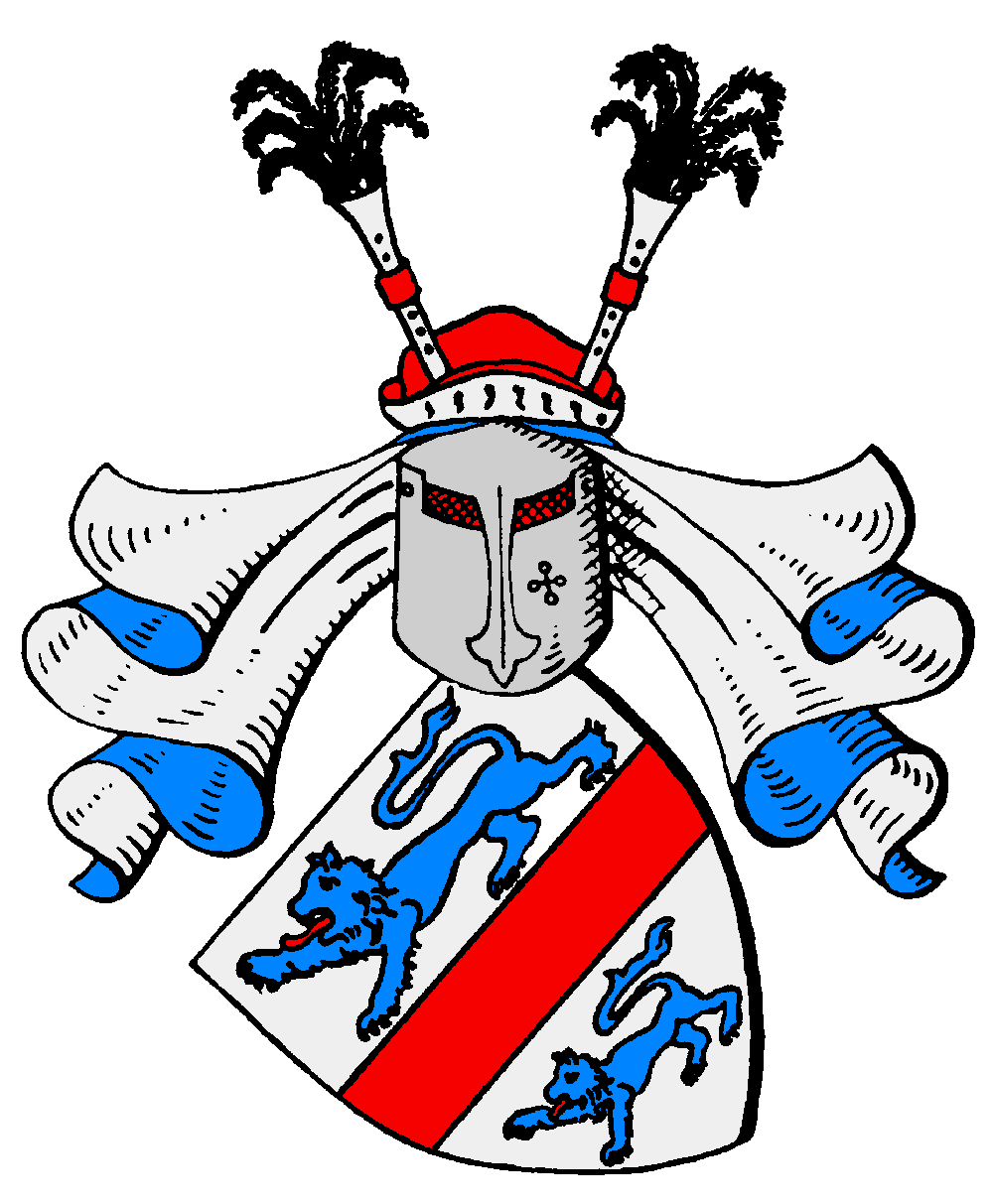
Turnierhut im Wappen Schenk von Stauffenberg
Turnierhut im Wappen derer von und zu Guttenberg
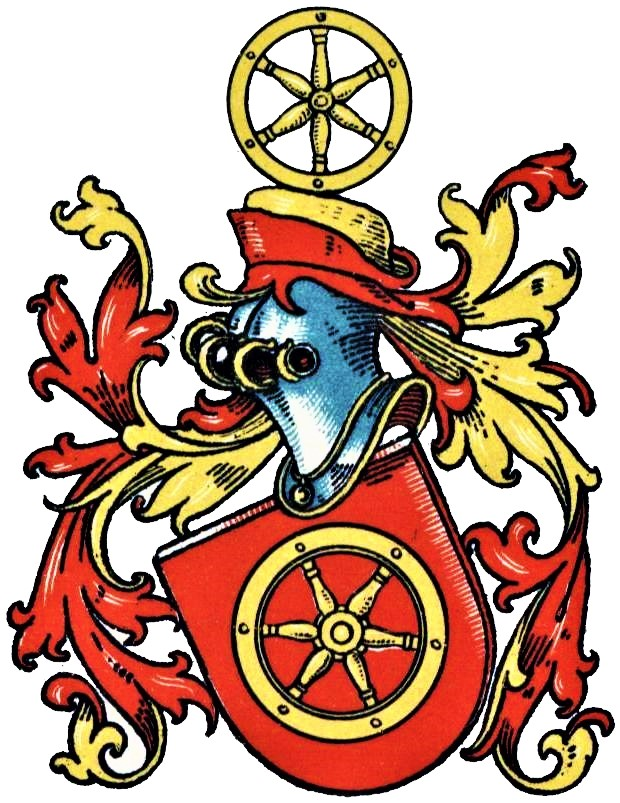
Turnierhut im Wappen derer von Dobbe
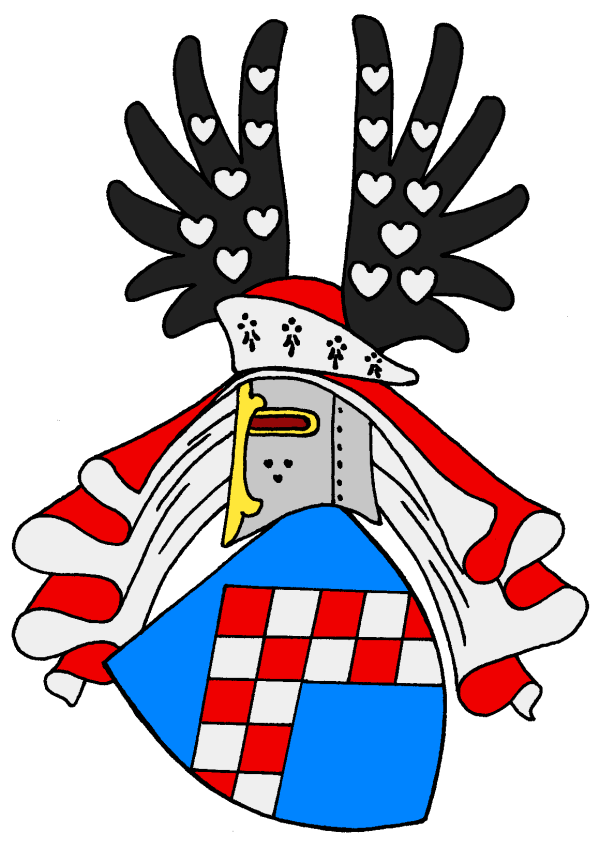
Turnierhut im Wappen derer von Trott zu Solz
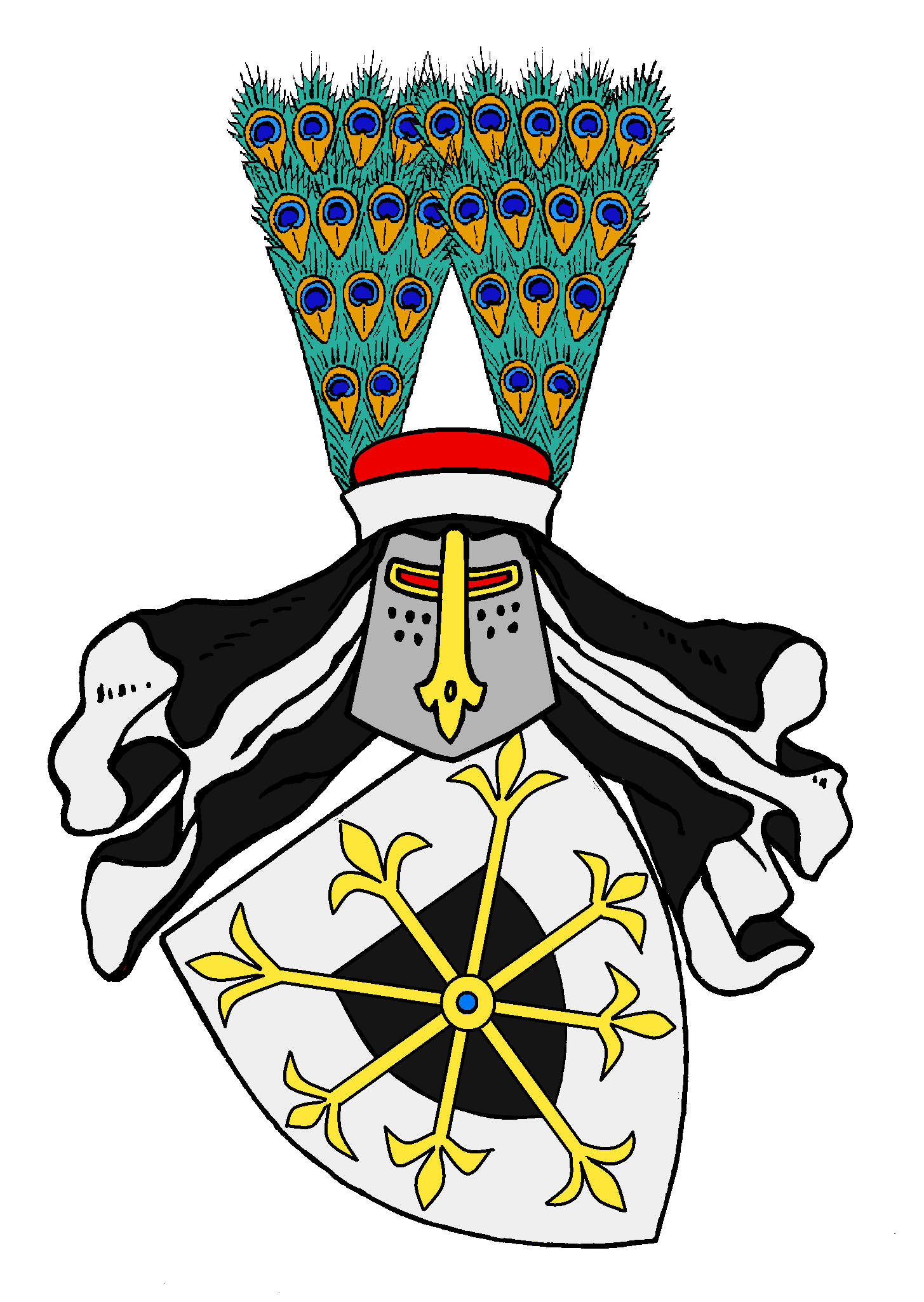
Turnierhut im Wappen derer von Schönburg auf Wesel
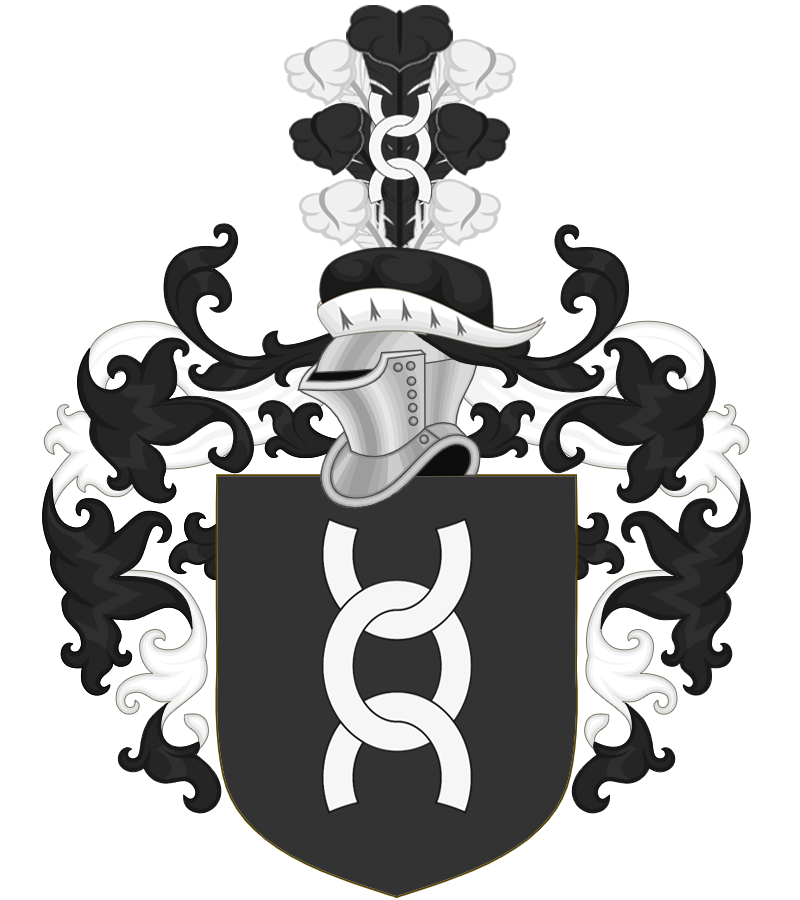
Turnierhut im Wappen derer von Neuhoff

In vielen Wappen ist er mit Pfauenfedern, gelegentlich mit Büffelhörnern besteckt oder es wächst ein Wappentier aus ihm empor. Seine Farbe ist nicht mehr nur rot. Er wurde in der Neuzeit häufig von Adelsgeschlechtern der Reichsritterschaft als Zeichen ihrer Reichsunmittelbarkeit geführt, da er den Fürstenhüten ähnelte. 
Als spätere Varianten werden das Barett, der Doktorhut und die Toque angesehen.